# Chown
chown е команда, използвана в Unix базираните операционни системи за смяна на собственика на файл или директория.
Въведена е през 1971 година. Собственикът на един файл може да се променя само от суперпотребител. Групата на файла може да се променя от суперпотребител или от собственика на файла, а ако собственикът на файла не е суперпотребител, той може да задава само групи, в които членува.